# Stephan Katt
Stephan Katt (ur. 15 września 1979 w Kilonii) – niemiecki żużlowiec, występujący również na długim torze i na trawie.

## Życiorys
W lidze brytyjskiej reprezentant klubów: Somerset (2003, 2006-2008), Swindon (2006) oraz Oxford (2006). W lidze polskiej startował w barwach klubów: Orzeł Łódź (2006-2008) oraz Kolejarz Opole (2009). 

## Osiągnięcia
Największe osiągnięcia:
- brązowy medalista indywidualnych mistrzostw świata na długim torze (2011).
- dziewięciokrotny medalista drużynowych mistrzostw świata na długim torze: siedmiokrotnie złoty (2007, 2008, 2010, 2011, 2012, 2014, 2017) oraz dwukrotnie srebrny (2015, 2016),
- pięciokrotny medalista indywidualnych mistrzostw Europy na torze trawiastym: trzykrotnie złoty (2006, 2009, 2012), srebrny (2007) oraz brązowy (2015),
- dziesięciokrotny medalista indywidualnych mistrzostw Niemiec na długim torze: trzykrotnie złoty (2010, 2011, 2017), trzykrotnie srebrny (2007, 2009, 2016) oraz czterokrotnie brązowy (2001, 2004, 2006, 2015).